# Хыныс
Хыныс (тур. Hınıs, арм. Խնուս - Хнус) — город и район в провинции Эрзурум (Турция).

## История
Первые поселения на месте района датируются с 1400 года до нашей эры. Будучи частью исторической Армении, город до VIII века принадлежал княжеской династии Мамиконян. В 1242-м город был завоёван монголами, в 1502 году - Персией, в 1555 году, после раздела Армении, город перешёл к Османской империи.
По переписи населения 1893 года, большинство жителей Хыныса составляли мусульмане (64%).
В мае 1915 года, в период проведения турецким правительством политики геноцида армян, в городе и его окрестностях было убито 19 тысяч армян.
Во время Первой мировой войны в 1915-1916 году русская Кавказская армия завоевала всю территорию Эрзурумского вилайета в составе которого находился Хыныс (Хнус). На занятой русскими войсками во время Первой мировой войны территории Османской империи согласно утверждённому 5 июня 1916 года императором Николаем II «Временному положению по управлению территориями Турции, занятыми по праву войны» было создано временное военное генерал-губернаторство Западная Армения, которое разделялось на четыре области: Ванскую, Хнусскую, Эрзрумскую и Понтийскую (Трапезундскую), которые в свою очередь, разделялись на 29 округов. Таким образом Хыныс (Хнус) стал центром Хнусской области, в состав которой был также включён Элешкирт (Алашкерт).

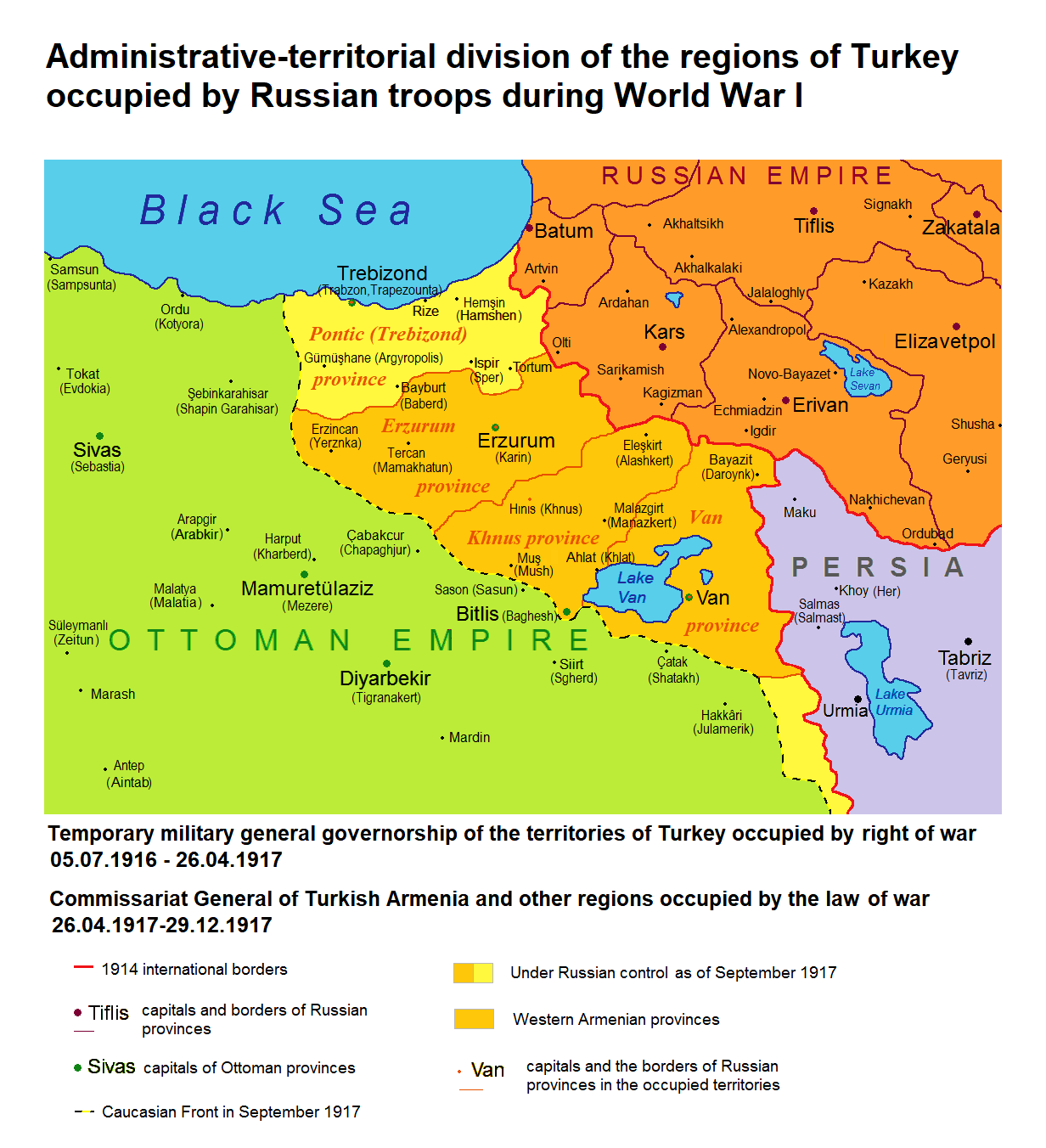
Хнусская область в административно-территориальном делении регионов Турции занятых русским войсками во время Первой мировой войны 1916-1917